# Bothriothorax icelos
Bothriothorax icelos är en stekelart som beskrevs av Trjapitzin 1967. Bothriothorax icelos ingår i släktet Bothriothorax och familjen sköldlussteklar. Inga underarter finns listade.